# شارون ريتش
شارون ريتش (بالإنجليزية: Sharon Rich)‏ هي كاتِبة أمريكية، ولدت في 11 يونيو 1953 في لوس أنجلوس في الولايات المتحدة.